# دوجلاس سبينسر
دوجلاس سبينسر (بالإنجليزية: Douglas Spencer)‏ هو ممثل أمريكي، ولد في 10 فبراير 1910 ببرينستون في الولايات المتحدة، وتوفي في 6 أكتوبر 1960 بلوس أنجلوس في الولايات المتحدة بسبب السكري.

## أعمال

### أفلام
- (1944) تعويض مزدوج
- (1950) والد العروس
- (1951) مكان في الشمس
- (1953) شين[1]
- (1957) وجوه حواء الثلاثة
- (1959) يوميات آن فرانك

## وصلات خارجية
- دوجلاس سبينسر على موقع IMDb (الإنجليزية)
- دوجلاس سبينسر على موقع ألو سيني (الفرنسية)
- دوجلاس سبينسر على موقع أول موفي (الإنجليزية)
- دوجلاس سبينسر على موقع قاعدة بيانات الأفلام السويدية (السويدية)
- دوجلاس سبينسر على موقع قاعدة بيانات الفيلم (الإنجليزية)
- دوجلاس سبينسر على موقع كينوبويسك (الروسية)